# Опатија Светог Вартоломеја
Опатија Светог Вартоломеја је лирски и први роман српског књижевника Милоша Перишића из 2025. године. Издала га је београдска издавачка кућа No Rules.
Путујући Медитераном, приповедач се пред античким рушевинама, заборављеним боговима, уметничким делима и личним успоменама суочава са сопственим митовима и осећајем неминовног губитка. Радња је распоређена између више географских тачака – Француске, Италије, Грчке и Србије – и организована у јасно структурисаним поглављима, што роману даје облик интимног путописа.
Аутор користи комбинацију дијалога, уметничких референци и описа атмосфере и амбијента како би осликао емотивна и интелектуална стања протагониста. 
Опатија Светог Вартоломеја је модерни психолошки роман који кроз интимну исповест приповедача тематизује губитак, преиспитивање идентитета и трагање за духовним и естетским упориштем.

## Радња
Роман прати приповедача, младића из Србије, који лето проводи у француском градићу Беневан л’Абе. Његова емотивна веза пролази кроз кризу, а он страхује од неминовног раскида. Након њиховог заједничког путовања кроз бившу Југославију, долази до коначног раскида у Алпима, а главни јунак одлази у Италију, где запада у емоционалну и финансијску кризу. 
У Риму живи код учитељице Лауре, која брине о њему као о свом рођаку, али јој та пажња није узвраћена истом мером.
У Грчкој упознаје мистериозног фотографа Сакиса и с њим путује до Монемвасије, код пријатељице Елени. У њиховом друштву почиње да се опоравља, али га Елени упозорава да би требало потражити и помоћ психолога. 
Последње поглавље доноси повратак у Србију и ходочашће по Фрушкој гори с мајком. Ту се разоткривају породичне ране, па се роман завршава у манастиру Сретење, где главни јунак тражи духовне одговоре, и у манастиру Љубостиња, где добија утешне речи од свештеника — да не мора сам носити своју бол.

## Настанак романа
Први део романа написан је у лето 2013. године у француској вароши Беневан л'Абе (Беневанска опатија), где је Перишић спремао испите из књижевности. Градић се налази на око 25 км југозападно од Гереа. У корену имена места је италијански град Беневенто, будући да се Беневан л'Абе развио као насеље око усамљеног манастира тек када су 1080. године у њега из Беневента стигле мошти Светог апостола Вартоломеја.  

На крају првог поглавља јунаци иду у Париз, на изложбу Masculin/Masculin која је у музеју Орсе прикупила уметничка дела која приказују мушки акт. Податак да су протагонисти посетили изложбу смешта догађаје из првог дела књиге заиста на крај лета 2013. године. 
Други и трећи део књиге написани су 2013. и 2016. године у Риму, а четврти 2017. у Атини.
 
Последњи део, смештен у овчарски манастир Сретење, писан је од 2019. до 2023. године у Вршцу и Овчар Бањи.
У интервјуу са Миланом Аранђеловићем писац је рекао да је имао потешкоћа да роман приведе крају, јер су се непрестано отварала нека нова врата, иза којих су били стари ликови са новим темама.

## Стилске одлике

### Књижевност као инспирација
Перишић је студирао италијанску књижевност, занимајући се успут и за античку и библијску, потом и за средњовековну књижевност Европе, за трубадурску поезију Провансе, и касније за ренесансну и барокну Италију, и комедију дел арте. У роману су честа позивања на књижевна дела – кроз мотиве, симболику или директно навођење.

У књизи се најпре спомиње провансалска трубадурска поезија, о којој је аутор тада учио. Главни јунак и његов партнер посећују замак Вантадур, место рођења провансалског трубадура Бернара де Вантадура, као и Обисон због чувених средњовековних таписерија. На путу до замка Милош чита Рутхеру трактат О љубави (De amore, 1185) Андрее Капелана. Мотивом трубадура који путује Европом и пева своје стихове, аутор предсказује низ личних интимних путовања на којима ће говорити о крају сопствене љубавне везе.
У вези са студијама често се спомиње и професорка Мирка Зоговић, историчарка књижевности и некадашњи шеф Катедре за италијанистику на Универзитету у Београду. Приповедач говори о Зоговићевој као о ментору, и пар пута цитира њене речи да је Данте мрзео неопредељене (у верским, политичким и другим питањима). На крају, обмањујући Милоша, професорку спомиње и Сатана.
| „ | – Сети се шта је Зоговићева причала док је читала Божанствену комедију. Сваки пут кад погледам одоздо, као са дна бунара видим њено велико око које ме посматра кроз лупу док чита ситна слова. Никада нисте били сами док сте имали уметност, бог вам није требао на њеним предавањима о средњем веку. | ” |

У разговору са уредницом Софијом Жиковић, аутор је рекао да је Опатија Светог Вартоломеја највише инспирисана ликовним делима француског импресионисте Клода Монеа, а као књижевне утицаје истакао је Џека Керуака, који је писао о путовањима, промискуитету, уметности и духовности, затим Марсела Пруста, Вилијама Фокнера, Крлежу и друге.
Аутор је споменуо да је надахнуће често налазио и у елегантним филмовима Џејмса Ајворија, првенствено у филму Скривена љубав, снимљеном по роману Зови ме својим именом.

### Импресионистички приступ
Перишићев роман привидно нема заплет, тј. то је роман са унутрашњим заплетом, али не неопходно и расплетом. У интервјуу са Софијом Живковић, он је рекао да ниједан дан у животу не почиње некаквим уводом, нити се наставља заплетом, нити у подне доживљава кулминацију, нити се увече, када се легне у кревет, окончава катарзом, и да такав није ни сам живот, већ да је он сачињен од слика – сећања на детињство, маштања и замишљања будућих дана, тренутних и оних осећања која не пролазе и од најразличитијих електрона свести која непрестано мења свој фокус, чинећи те слике и утиске некад кључним, некад безначајним.
| „ | – Овај живот… – почео сам да причам а онда се насмејао и погледао на хоризонт. Као да је свезнајуће море слутило шта ми је на души. – Без заплета, без расплета. Без кулминације, без катарзе. Живот у сликама, само сцене из живота. Сцене на које су утрошени време и новац. И снага. И сад стоје негде у сећању, док се не похабају, као подметачи за чаше, док их не замене нове. | ” |

Перишић истиче да је пишући Опатију Светог Вартоломеја желео роман сијесте, успоренијег темпа, где музикалност и лиричност стила, као и употреба светлости и боја, креирају најпре посебну естетику атмосфере и амбијента, да би тек кроз њих и у односу на њих био истовремено осликаван и унутрашњи живот главног јунака.

Веродостојност чак и субјективног доживљаја стварности природно је пољуљана раскидом емотивне везе – Рутхер не осећа према приповедачу оно што приповедач осећа према њему. 
О истакнутом мотиву релативности у доживљају односа говори и Елени у делу Успавани Антерос:
| „ | – Можда се ни ми више никада не видимо, ти и ја. Ми се често заносимо, па претпостављамо главне улоге, и велике драме. Ко то каже? Ко каже да сам ја теби значајна, да ти је овај младић значајан? Ова два дана ће за наредних седамдесетак година твог живота бити само један узорак времена, десетина секунде цивилизације, и много мање. | ” |

Ова тема опет је присутна и у делу Римска елегија, где читалац слути да ће Лаура приповедачу бити од много већег значаја него што овај предпоставља. То бива потврђено када га она дословце избави са улице.
У првом делу, где је приповедач разочаран сазнањем да је Монеова слика Поље мака у Аржантеју заправо само уметникова идеја пејзажа, Инеке брани важност импресије:
| „ | – Због чега клонеш? Чини ли је то мање аутентичном? Не заборави да је то његова интерпретација њему истините лепоте. – Инеке, мени то није довољно. Импресија је прикривено сећање, она је ништа више него смирај, исход коме мора да је претходио свршетак доживљавања. – Не мора бити тако. Једнога дана, у далекој будућности, пробудићеш се само са одабраним сећањима на живот, и то неће умањити његову величанственост. Не буди ли Моне у теби ту носталгију која вам је својствена, зар те његова палета не подсећа на све што је прошло? | ” |

### Амбијент као чинилац заплета
Монеова дела, по коме прво поглавље носи назив Монеова поља мака, била су главна уметничка инспирација за настанак романа. То се огледа у ауторовој љубави према кратким сликама медитеранских предела које обилују јарким бојама (поља црвених дивљих макова наспрам средњовековног сеоцета на брду, панорама белог Сен Тропеа који на сунцу добија наранџасти одсјај, чемпреси на сплитском гробљу Ловринац, чемпреси на римском гробљу у Тестачу, лелујаве завесе и балкон у Монемвасији са ког се пружа поглед на море, љубостињске фреске са колоритом античких римских палата…)
И на књижевном и на аутобиографском плану Медитеран је послужио као позадина свих догађаја.
У стварању атмосфере и амбијента искоришћена је и игра светлости и таме, из које често излазе утваре и привиђења, плодови несигурности и страхова приповедача. Она је заступљена и присутна у ентеријерима Опатије Светог Вартоломеја, виле ван ден Берхових, манастира Сретење и Љубостиња, али и на отвореном простору (муњама обасјан оџачар на римским крововима, манастир у магли на планини Овчар, олујно небо изнад Ловринца, заслепљујућа светлост на атинском Акропољу, рефлексија звезда у Егејском мору…)
Амбијент често допуњују и минијатурне живописне акустичне сцене – Елени која игра грчки плес зејбекико, усамљена монахиња која поје у певници, Китсова Ода грчкој урни коју приповедач рецитује у себи, звукови подневне тишине која приповедача подсећа на мир сијесте, као и музичке композиције Manequins d’osier Патрисије Кас, Amore fermati Фреда Бонгуста, грчка народна Tha spaso koupes Гликерије и друге.
Када се у писању посебан акценат стави на преношење атмосфере и опис амбијента који је позорница дешавања, Перишић тврди да читалац доживљава књигу много интензивније – ако му је близак амбијент, биће му ближи и ликови и радња, ако речи учине да осети укус јела које му је некада кувала мајка или мирис улице кроз коју је некада прошао, или се сети тактова познатог летњег хита, онда књига постаје мултимедиј.
Аутор истиче да се сугестивни описи амбијента и атмосфере ослањају на препознавање код читаоца, и да помажу осећају урањања у књигу, да се тада чита са више активних чула, што је од велике важности за време у коме живимо – да осетимо тренутак, макар он био књижевни и туђи.

## Религиозни мотиви

### ФигураСветог Вартоломеја
Вартоломеј је био један од дванаесторице Исусових апостола. Проповедао је хришћанску веру по Кавказу, Југозападној Азији и Источној Африци, да би био погубљен у данашњој Јерменији. Умро је након што су га живот одерали.
 

Његова насилничка смрт инспирисала је уметнике Средњега века, који су га одераног приказивали на пергаменту, на витражима, мозаицима, ређе на фрескама. У православној иконографији увек је приказан одевен у одећу свога времена. Српска православна црква празнује га 24. јуна, заједно са апостолом Варнавом. У старијој хришћанској традицији сматрали су га заштитником кожара, крзнара, ташнара, обућара, књиговезаца и других занимања која су у додиру са кожом.

Вартоломеја у првом делу први спомиње учитељ Франсоа, који Милошу препричава житије свеца, и још му наговештава да се у манастиру наводно налази језив кип светитеља, који је извајан тако да га приказује одераног, где му се виде кости, мишићи и друго телесно ткиво. На крају првог поглавља Милош има кошмар, у коме се обрео у пустом манастиру, где проналази статуу која се на његово запрепашћење чини живом, као да дише. Иза ње излази Рутхер, такође жив одеран, са својом кожом преко руке и говори Милошу да је то једина кожа коју је имао, да је онакав каквим се и представља. И оптужује Милоша да за њега не може да се каже исто: 
| „ | – Колико је само тих кожа на теби, па их мењаш, извлачиш се из њих као из постељице, ти се трудиш, па се управљаш, стресаш их као крупне пахуље са рамена, пусташ воду да не чујем кад прднеш, переш зубе па се враћаш у кревет да се забога пробудиш свежег даха, учиш о винима на интернету како би их упарио са вечером, узимаш екстази који ти не прија само да би ишао са мном на рејв, ти спаваш са другим мушкарцима само да би себи доказао да можеш да будеш као ја, гулиш своје коже као скорели восак са прстију, ти се прилагођаваш, само како не бих престао да те волим, као да не знаш да ја већ знам ко си ти. Ја – пође ка мени избуљених очију – већ знам све чега се од мене стидиш. | ” |

Почев од првог поглавља па све до краја романа Милош говори о томе колико је заиста изгубио себе у вези са Рутхером, прилагођавајући се и претварајући се како би био допадљив. Заједно са грозоморном фигуром Светог Вартоломеја који симболично носи своју одерану кожу, то рушење заблуде о љубави и суочавање са истином, представља главну тематску нит романа.

### Теолошка питања
У последњем поглављу романа приповедач је у овчарском манастиру Сретење, у потрази за душевним миром. Из његових унутрашњих монолога и разговора са монахињама види се његово незадовољство делањем Српске православне цркве, за коју сматра да се понаша као секта међу црквама православног света.
Он најпре саветује игуманију Сретења да се не угледа на монахе из оближњег манастира Преображења, који прате строги јерусалимски типик, потом критикује свештеника који проповеда против екуменизма, радикално православље монаха Арсенија Јовановића и Рафаила Бољевића, па затим говори против монаха–исихаста, верујући  да је грех одрећи се свих страсти, јер су човеку дошле од Бога, и да су исихасти заправо фетишисти јер је њихово тиховање опет страст за бестрашћем.
Даље се у последњем поглављу говори о пустињаку Илариону и о кушању ђавола, који говори младићу да ће му Бог опростити сагрешења јер је млад, а Бог је пун разумевања и дао је младост да се греши и да се учи на грешкама. Перишић ово доживљава као парадокс, и пита монахињу да ли ђаво обмањује младића или говори истину. Ако говори истину, ако је бог заиста пун разумевања и милостив, онда ђавољи поступак није за осуду и никако не можете бити кушање или обмана. Ако лаже, онда Бог не толерише младалачке грешке и лудости. 
Приповедач спомиње и Посланицу Коринћанима, тачније део у коме апостол Павле пише да женама треба ићи у храм повезане главе. Перишић ово назива антрополошком хаваријом из времена робовласништва, из једног дугог раздобља у коме је мушкарац пред Богом сматран супериорнијим од жене, и чуди се да та пракса опстаје у 21. веку.

## Пријем и критике
Књигу су у Београду 12. маја 2025. представили Перишићеви некадашњи професори Мирка Зоговић, Снежана Милинковић и Предраг Мирчетић.
Главна уредница најавила је роман као „српски пандан” роману Зови ме својим именом, међутим, Снежана Милинковић рекла је на промоцији Опатије Светог Вартоломеја да верује да је ова књига успелија од књиге по којој је снимљен чувени филм.
У рецензији на сајту Делфи књижара наводи се да се Опатија Светог Вартоломеја не испушта из руку, и да је одмор за душу, али истовремено и одмор и немир.
У критици на сајту Корисна књига наведено је да је аутор изградио интроспективни роман у којем се приповедачева лична прошлост, уметничке референце и филозофска размишљања стапају у целину која подсећа на сан – истовремено узвишен и меланхоличан. Пише и да Опатија из наслова није само конкретно место, већ и метафора духовног уточишта, простора у коме се сусрећу уметност, мит и лична туга. Роман је писан лирски интонираним, атмосферичним стилом, и то за читаоце који трагају за књижевношћу која не нуди брзе одговоре, већ поставља суштинска питања и позива на контемплацију, попут тихих одјека звона у сумрак на обали заборављеног острва.
Милан Аранђеловић је за Оптимист написао да је књига Опатија Светог Вартоломеја својим тематским фокусом и изражајним стилом унела свежину на домаћу књижевну сцену, да се издваја због нежности и изражене сензибилности према телу, простору и духовности, и да квир искуство није искоришћено као провокација већ као простор дубоког и сложеног приповедања.
Структуру књиге Аранђеловић је објаснио као збирку компактно спојених тренутака, слика тако хармонично повезаних и згуснутих, да попут филмске траке дају покрете причи.
Посебно је истакао да је ово један од романа који се не завршавају последњом реченицом, већ остају за читаоцем.

## Награде
Одломак из романа, назива Речи, који садржајно чини други део књиге — Недостижни врхови језера Калдонацо — освојио је трећу награду на 5. међународном књижевном конкурсу Бибер. Перишић је први пут најавио роман док је гостовао у Загребу 2022. године, где је промовисао Биберову збирку најбољих прича са конкурса. Наслов одломка инспирисан је истоименим аутобиографским делом Жан-Пола Сартра.